# General José de San Martín (miasto)
General San Martín – miasto w Argentynie, położone w północnej części prowincji Chaco.

## Opis
Miejscowość została założona w 1909 roku. Przez miasto przebiega droga krajowa-RP9 i RP90.